# إلياس فريج
إلياس فريج (1918 - 29 مارس 1998 في عمان) سياسي فلسطيني مسيحي، شغل منصب رئيس بلدية بيت لحم في الفترة 1972-1997.